# 伊塔马兰迪巴
伊塔马兰迪巴是巴西米纳斯吉拉斯州的一个市镇。总面积2736.096平方公里，总人口31883人，人口密度11.7人/平方公里。